# Geoffrey Trease
Robert Geoffrey Trease FRSL (11 août 1909 - 27 janvier 1998) est un écrivain britannique qui publia 113 livres, principalement pour enfants, entre 1934 et 1997. Son travail a été traduit dans 20 langues.     
Geoffrey Trease est surtout connu pour avoir écrit des romans historiques pour enfants, se basant sur des contextes historiques issus de recherches rigoureuses. Son étude novatrice, Tales Out of School (1949), a lancé l'idée selon laquelle la littérature pour enfants devrait être un sujet d'étude et de débat sérieux. Quand il commence sa carrière, son point de vue radical est à contre-courant du ton conventionnel et souvent chauvin de la plupart des livres pour enfants de l'époque. Il est l'un des premiers auteurs à vouloir délibérément s'adresser aux garçons et aux filles et à mettre en scène des personnages principaux des deux sexes. 
La croyance indéfectible en l'égalité et en la justice est un thème récurrent de beaucoup de ses livres, de même que les liens entre le cadre historique de ses romans et des situations contemporaines. 

## Biographie et oeuvre
Trease est né à Nottingham en 1909, troisième et dernier fils de George Trease (1873-1932), marchand de vin, et de son épouse Florence Dale (1874-1955), fille d'un médecin. Il remporte une bourse d'études au lycée de Nottingham, où il écrit des histoires, des poèmes et une pièce en trois actes. Il obtient ensuite une bourse d'études classiques à l'Université d'Oxford, mais il trouve ses professeurs ternes et, après un an, quitte l'université sans diplôme et s'installe à Londres. Désireux de devenir écrivain, il travaille également avec des enfants des taudis et rejoint un groupe de gauche appelé "Promethean Society", composé notamment de Hugh Gordon Porteus et de Desmond Hawkins,. 
Trease a décrit ses propres lectures d'enfance comme "un régime d'aventures historiques classicistes et racistes". Cependant, en 1933, il tombe sur la traduction d'un livre russe intitulé Moscou a un plan, dans lequel un auteur soviétique met en scène, à destination des jeunes lecteurs, le premier plan quinquennal. Inspiré par cela, Trease écrit en 1934 Bows Against the Barons, une réécriture de gauche de Robin des Bois. Il y utilise un anglais moderne, plutôt que des maniérismes linguistiques. Les personnages masculins et féminins y sont forts, appartenant souvent à des niveaux de société moins privilégiés. Une attention méticuleuse est portée aux détails. Bows Against the Barons est traduit en russe et se vend très bien en URSS.  
Son ouvrage suivant, Les Compagnons de la Charte, a moins de succès. En 1940, il écrit Cue for Treason, histoire de deux jeunes garçons fuyant pour devenir acteurs de théâtre sous l'Angleterre élisabéthaine. Ce roman, très populaire du vivant de Trease, reste son œuvre la plus connue en Angleterre.  
Ses autres œuvres couvrent un large éventail de périodes historiques, telles que The Crown of Violet, située dans la Grèce antique, The Red Towers of Granada, Le Moyen Âge, The Hills of Varna, L'Europe de la Renaissance, Cue for treason et Cloak for a spy , Angleterre élisabéthaine, Fire on the wind et  Popinjay Stairs, Restauration à Londres, Thunder of Valmy , la Révolution française, White Nights of St Petersburg , la Révolution bolchevique et Tomorrow Is a Stranger, la Seconde Guerre mondiale. 
Trease écrit des récits scolaires modernes, dont les cinq romans de la série Black Banner. Il écrit également, plusieurs romans pour adultes, des histoires, des pièces de théâtre pour la radio et la télévision et des biographies.  
Trease est notamment l'auteur d'un guide destiné à enseigner l'écriture créative aux jeunes adultes, The Young Writer: A Practical Handbook. Il a écrit son  autobiographie en trois parties : Whiff of Burnt Boats (1971), Laughter at the Door (1974) et Farewell the Hills . Ces trois livres, écrits pour sa famille et ses amis, sont publiés après sa mort.  
De son vivant, Trease a exerce une influence reconnue sur des auteurs tels que Hester Burton et en inspire d'autres, tels que Rosemary Sutcliff et Leon Garfield. Alors qu’à certains égards, ils le surpassent, il continue à écrire et à publier 113 livres avant de s'arrêter à 88 ans pour cause de maladie.   
Nombre de ses romans ont été traduits à destination de l'Asie et de l'Europe. Aux États-Unis, il remporte le New York Herald Tribune Book Award durant le Children’s Spring Festival 1966 pour This is Your Century .  
Il épouse Marian Boyer (1906-1989) en 1933. Ils passent leur vie à Colwall, où ils ont une fille, Joyce. Peu de temps avant la mort de Marian, ils s'installent à Bath pour se rapprocher d'elle . 

### En français
- Les Compagnons de la Charte (Les bons caractères) Titre anglais : Comrades for the Charter (2019)

- Des anges à la cave, Flammarion, Castor Poche (1999)
- Les Compagnons de la Charte, éditions de la Farandole (1975)
- Les Condottieres - Soldats de Fortune (Elsevier) Titre anglais : The Condottieri: Soldiers of Fortune (1972)
- Le Tonnerre de Valmy, éditions G.P. (1970)
- Le Vent se lève sur Saint-Petersbourg, presses de la Cité (1969)

- L'homme au lacet de soie, Edition Alsatia, collection Signe de Piste, SDP 108 (1957)

### En anglais

#### Romans jeunesse
- Bows Against the Barons (Lawrence) (1934)
- Comrades for the Charter  (Lawrence) (1934)
- The New House at Hardale (Boys Own Paper) (1934)
- Call to Arms (Lawrence) (1935)
- Missing from Home (Lawrence & Wishart) (1937)
- Mystery on the Moors (Black) (1937)
- The Christmas Holiday Mystery (Black) (1937)
- Detectives of the Dales (Black) (1938)
- In the Land of the Mogul (Black) (1938)
- Cue for Treason (Blackwell) (1940)
- Running Deer (Harrap) (1941)
- Grey Adventurer  (Blackwell) (1942)
- Black Night, Red Morning (Blackwell) (1944)
- Trumpets in the West (Blackwell) Édition Révisée 1994 (Piper) Paperback only (1947)
- Silver Guard (Blackwell) (1948)
- The Hills of Varna (Macmillan)  (1948)
- No Boats on Bannermere (Heinemann) (1949) (1er tome de la série Bannermere)
- The Secret Fiord (Macmillan) (1950)
- Sir Walter Raleigh: Captain and Adventurer (Vanguard) (1950)
- Under Black Banner (Heinemann) (1951) (2ème tome de la série Bannermere)
- The Crown of Violet (Macmillan) (1952)
- Black Banner Players (Heinemann) (1952) (3ème tome de la série Bannermere)
- The Barons' Hostage (Phoenix House) Edition révisée 1973 (Brockhampton Press) (1952)
- The Silken Secret (Blackwell) (1953)
- The Island of the Gods (Children's Newspaper - Feuilleton en 14 parties) (1954)
- Black Banner Abroad (Heinemann) (1954) (4ème tome de la série Bannermere)
- Word to Caesar (Macmillan) (1955)
- The School Beyond the Snows (Children's Newspaper) (1955)
- The Gates of Bannerdale (Heinemann) (1956) (5ème tome de la série Bannermere)
- Mist over Athelney (Macmillan) (1958)
- Thunder of Valmy (Macmillan) (1960)
- The House of Blue Dragons (Children's Newspaper - Feuilleton en 16 parties) (1960)
- The Maythorn Story (Heinemann) (1960)
- Change at Maythorn (Heinemann) (1962)
- Follow my Black Plume (Macmillan) (1963)
- A Thousand for Sicily (Macmillan) (1964)
- The Red Towers of Granada (Macmillan) (1966)
- The White Nights of St Petersburg (Macmillan) (1967)
- Horsemen on the Hills (Macmillan) (1971)
- Popinjay Stairs (Macmillan) (1972)
- The Iron Tsar (Macmillan) (1975)
- Violet for Bonaparte (Macmillan) (1976)
- The Seas of Morning (Puffin) Paperback only (1976)
- The Field of the Forty Footsteps (Macmillan) (1977)
- Mandeville (Macmillan) (1980)
- Saraband for Shadows (Macmillan) (1982)
- The Cormorant Venture (Macmillan) (1984)
- Tomorrow is a Stranger (Heinemann) (1987)
- The Arpino Assignment (Walker) (1988)
- Shadow Under the Sea (Walker) (1990)
- Calabrian Quest (Walker) (1990)
- Song for a Tattered Flag (Walker) Paperback only (1992)
- Fire on the Wind (Macmillan) (1993)
- Bring Out the Banners (Walker) (1994)
- No Horn at Midnight (Macmillan) (1995)
- Curse on the Sea (Hodder Children's Books) Paperback only (1996)
- Cloak for a Spy (Macmillan) Paperback only (1997)
- Danger in the Wings (Hodder Children's Books) (1997)

#### Pour les plus jeunes lecteurs
- The Fair Flower of Danger (Blackwell) (1955)
- The Dutch are Coming (Hamish Hamilton) (1965)
- Bent is the Bow (Nelson) (1965)
- The Runaway Serf (Hamish Hamilton) (1968)
- A Masque for the Queen (Hamish Hamilton) (1970)
- A Ship to Rome (Heinemann) (1972)
- A Voice in the Night (Heinemann) (1973)
- The Chocolate Boy (Heinemann) (1975)
- When the Drums Beat (Heinemann) (1976)
- The Spycatchers (Hamish Hamilton) (1976)
- The Claws of the Eagle (Heinemann) (1977)
- The Running of the Deer (Hamish Hamilton) (1982)
- A Flight of Angels (Macmillan) (1989)
- Aunt Augusta's Elephant (Macmillan) (1991)
- Henry, King to Be (Macdonald Young Books) (1995)
- Page to Queen Jane (Macdonald Young Books) (1996)
- Elizabeth, Princess in Peril (Macdonald Young Books) (1997)
- Mission to Marathon (A &amp; C Black) (1997)

#### Autres livres pour enfants
- Red Comet: A Tale of Travel in the USSR (Lawrence) (1937)
- Fortune, My Foe: The Story of Sir Walter Raleigh (Methuen) (1949)
- The Mystery of Moorside Farm - also contains The Secret of Sharn and In the Blood (Macmillan) (1949)
- The Young Traveller in India and Pakistan (Phoenix House) (1949)
- Enjoying Books (Phoenix House) (1951)
- The Young Traveller in England and Wales (Phoenix House) (1953)
- Seven Queens of England (Heinemann) (1953)
- Seven Kings of England (Heinemann) (1955)
- The Young Traveller in Greece (Phoenix House) (1956)
- Edward Elgar, Maker of Music (Macmillan) (1960)
- The Young Writer (Nelson) (1961)
- Wolfgang Mozart : The Young Composer (Macmillan) (1961)
- Seven Stages (Heinemann) (1964)
- This is Your Century (Heinemann) (1965)
- Seven Sovereign Queens (Heinemann) (1968)
- Byron, A Poet Dangerous to Know (Macmillan) (1969)
- D.H. Lawrence, The Phoenix and the Flame (Macmillan) (1973)
- Days to Remember, A Garland of Historic Anniversaries (Heinemann) Short Stories (1973)
- Britain Yesterday (Basil Blackwell) (1975)
- A Wood by Moonlight and other Stories (Heinemann) Short Stories (1981)
- Timechanges: The Evolution of Everyday Life (Kingfisher) (1985)
- Looking through History: The Edwardian Era (Batsford) (1986)
- Hidden Treasure (Evans) (1989)

### Livres pour adultes

#### Romans
- Such Divinity (Chapman and Hall) (1939)
- Only Natural (Chapman and Hall) (1940)
- Snared Nightingale (Macmillan) (1957)
- So Wild the Heart (Macmillan) (1959)

#### Autobiographie
- A Whiff of Burnt Boats (Macmillan) (1971)
- Laughter at the Door (Macmillan) (1974)
- Farewell the Hills (Privately Printed) (1998)

#### Autres ouvrages pour adultes
- The Supreme Prize (Arthur H Stockwell) Poems (c1926)
- The Unsleeping Sword (Martin Lawrence) (1934)
- Walking in England (Fenland Press) (1935)
- North Sea Spy (Fore) (1939)
- Clem Voroshilov: The Red Marshall (Pilot Press) (1940)
- Army without Banners (Fore) (1945)
- Tales Out of School (Heinemann) Revised Edition 1964 (1948)
- The Italian Story: From the Earliest Times to 1946 (Macmillan) (1963)
- The Grand Tour (Heinemann) (1967)
- Matthew Todd's Journal (Editor) (Heinemann) (1968)
- Nottingham: A Biography (Macmillan) (1970)
- The Condottieri: Soldiers of Fortune (Thames and Hudson) (1971)
- Samuel Pepys and his World (Thames and Hudson) (1972)
- London: A Concise History (Thames and Hudson) (1975)
- Portrait of a Cavalier (Macmillan) Biography (1979)

### Pièces publiées
- After the Tempest (published in Best One Act Plays of 1938) (Muller) (1938)
- The Dragon Who Was Different and Other Plays for Children (Muller) (1938)
- The Shadow of Spain and Other Plays (Blackwell) (1953)

## Prix
- New York Herald Tribune Award pour This is Your Century [6]